# Championnat de France de rugby à XIII 1945-1946
Navigation
Édition précédente Édition suivante
Le Championnat de France de rugby à XIII 1945-46 oppose pour la saison 1945-1946 les meilleures équipes françaises de rugby à XIII au nombre de treize.

## Liste des équipes en compétition
| Albi Avignon Bordeaux Carcassonne Cavaillon Cote Basque Lézignan Libourne Lyon XIII Catalan Roanne Toulouse O. Villeneuve-sur-Lot |

Treize équipes participent au championnat de France de première division .

## Déroulemeent de la compétition

### Classement de la saison régulière
Tableau incomplet 
| Rang | Club        | J | V | N | D | Pts |  |
| ---- | ----------- | - | - | - | - | --- |  |
| 1    | Carcassonne | ? |   |   |   |     |  |
| 2    | Toulouse    | ? |   |   |   |     |  |
| 3    | Albi        | ? |   |   |   |     |  |
| 4    | Roanne      | ? |   |   |   |     |  |
| 5    | Lézignan    | ? |   |   |   |     |  |
| 6    | ?           |   |   |   |   |     |  |
| 7    | ?           |   |   |   |   |     |  |
| 8    | ?           |   |   |   |   |     |  |
| 9    | ?           |   |   |   |   |     |  |
| 10   | ?           |   |   |   |   |     |  |
| 11   | ?           |   |   |   |   |     |  |
| 12   | ?           |   |   |   |   |     |  |
| 13   | ?           |   |   |   |   |     |  |
| 14   | ?           |   |   |   |   |     |  |

## Phase finale
|  | Demi-finales              | Demi-finales              | Demi-finales              | Demi-finales              |             |             | Finale                | Finale                | Finale                | Finale                |
|  |                           |                           |                           |                           |             |             |                       |                       |                       |                       |
|  | Le 5 mai 1946 à Perpignan | Le 5 mai 1946 à Perpignan | Le 5 mai 1946 à Perpignan | Le 5 mai 1946 à Perpignan |             |             | Le 12 mai 1946 à Lyon | Le 12 mai 1946 à Lyon | Le 12 mai 1946 à Lyon | Le 12 mai 1946 à Lyon |
|  | Carcassonne               | Carcassonne               | 15                        | 15                        |             |             | Le 12 mai 1946 à Lyon | Le 12 mai 1946 à Lyon | Le 12 mai 1946 à Lyon | Le 12 mai 1946 à Lyon |
|  | Carcassonne               | Carcassonne               | 15                        | 15                        |             |             | Le 12 mai 1946 à Lyon | Le 12 mai 1946 à Lyon | Le 12 mai 1946 à Lyon | Le 12 mai 1946 à Lyon |
|  | Roanne                    | Roanne                    | 3                         | 3                         |             |             | Le 12 mai 1946 à Lyon | Le 12 mai 1946 à Lyon | Le 12 mai 1946 à Lyon | Le 12 mai 1946 à Lyon |
|  | Roanne                    | Roanne                    | 3                         | 3                         | Carcassonne | Carcassonne | 12                    | 12                    |                       |                       |
|  | Le 5 mai 1946 à Toulouse  |                           |                           |                           | Carcassonne | Carcassonne | 12                    | 12                    |                       |                       |
|  |                           |                           | Toulouse Olympique        | Toulouse Olympique        | 0           | 0           |                       |                       |                       |                       |
|  | Toulouse Olympique        | Toulouse Olympique        | Toulouse Olympique        | Toulouse Olympique        | 0           | 0           | 6                     | 6                     |                       |                       |
|  | Toulouse Olympique        | Toulouse Olympique        |                           |                           |             |             |                       | 6                     |                       |                       |
|  | Albi                      | Albi                      | 3                         | 3                         |             |             |                       |                       |                       |                       |
|  | Albi                      | Albi                      | 3                         | 3                         |             |             |                       |                       |                       |                       |

### Finale
(mt : 7 - 0)
Homme du match :
Points marqués :
- Carcassonne: 2 essais de Py et Maso ; 2 transformations de Puig-Aubert, 1 pénalité de Puig-Aubert

Évolution du score : 
Arbitre : 
Spectateurs : 
Composition des équipes :
- Carcassonne: Puig-Aubert - Frédéric Trescazes, Jep Maso, Georges Llari, Fernand Thomas - Roger Guilhem, François Labazuy - Jean Poch, Martin Martin, Louis Carrère, Henri Moutou, Justin Py, Germain Calbète - Entraîneur :
- Toulouse olympique: Marcel Teychenné - Raoul Pérez, Sabarthès, Melcier, Vincent Cantoni - Allemane, Jean Dubalen - Lataillade, Chevallier, Jean Audoubert, Marcel Dax, Bonnecaze, Maurice Brunetaud - Entraîneur : Jean Galia

## Effectifs des équipes présentes
| Carcassonne        | Germain Calbète Louis Carrère Marcel Gacia Roger Guilhem François Labazuy Marcel Lachet Georges Llari Louis Llari Martin Martin Jep Maso Henri Moutou Jean Poch Puig-Aubert Justin Py Roger Raynaud Fernand Thomas Frédéric Trescazes           | Toulouse      | Allemane Jean Audoubert Bonnecaze Maurice Brunetaud Vincent Cantoni Chevallier Marcel Dax Jean Dubalen Grammon Lataillade Melcier Moreau Pelous Raoul Pérez Sabarthez Marcel Teychenné                                                          |
| XIII Catalan       | Henri Abelanet André Banet René Cantier Robert Casse Guy Cassini Irénée Carrère Paul Dejean Delonca Pierre Drevet Fabre Henri Gras Montagne François Noguères Jean Serres Sicart Joseph Soler Triquera Ambroise Ulma Entraîneur : Maurice Porra | Albi          | Jean Pierre-Antoine Bergès Marcel Blanc Gabriel Berthomieu Bernard Cesses André Castagnon Gaston Combes Desplats Dounesse Pierre Fortuné Alphonse Pallarès Piques Rouanet Michel Trilles Varennes Jean-Marie Vignal                             |
| Côte basque        | Adelaïde José Audignon Robert Caillou Paul Césard Justin Davant Jimenez Pierre Etchart Fort Harcot Irrumberry Laclédère Lopez Denis Martiquet Villacampa Entraîneur : André Cussac                                                              | Roanne        | Robert Abadié Jean Barreteau Bertrand Besteaud René Bonnes Élie Brousse Cazala Gaston Comes Joseph Crespo Robert Dauger Galiat Henri Gibert Robert Joly Vincent Martimpé-Gallart Roger Pouy Henri Riu Pierre Taillantou Entraîneur : Jean Duhau |
| Villeneuve-sur-Lot | Alary Paul Bartoletti Gaston Calixte Carabignac Dumas Henri Durand Odé Lespès Macchi Maussacré Prévost Trinque Vigouroux | Avignon       | Auran Bianconne René Clareton Roger Cotte Dijon Armand Fourrier Maurice Gonon Guerra Sissi Julian Madavail Miseroux René Rangotte François Rivière Roucoulé (ex Toulouse) Louis Tort                                                            |
| Paris rugby XIII   | Adolphe Inza | Bordeaux XIII | Bonnin Dehès Despieriès Dumas René Lamouliatte Larbre Loyola Mathurin Marcel Nourrit Rodriguez André Saubion Tofoletti |
| Libourne XIII      | Bourges Bouvier Cassayet Gimenez Tastets | FC Lézignan   | Michel Lopez |
| Cavaillon          | Benoit |               | |